# Annapolis (cratère)
Pour les articles homonymes, voir Annapolis (homonymie).
Le cratère Annapolis est un cratère d'impact de 1,11 km de diamètre situé sur Mars dans le quadrangle de Lunae Palus. Il a été nommé en référence à la ville d'Annapolis au Maryland, aux États-Unis.